# مارجيت آنا
مارجيت آنا (بالمجرية: Anna Margit)‏ هي رسامة مجرية، ولدت في 23 ديسمبر 1913 في Borota ‏ في المجر، وتوفيت في 3 يونيو 1991 في بودابست في المجر.